# Paul Newman

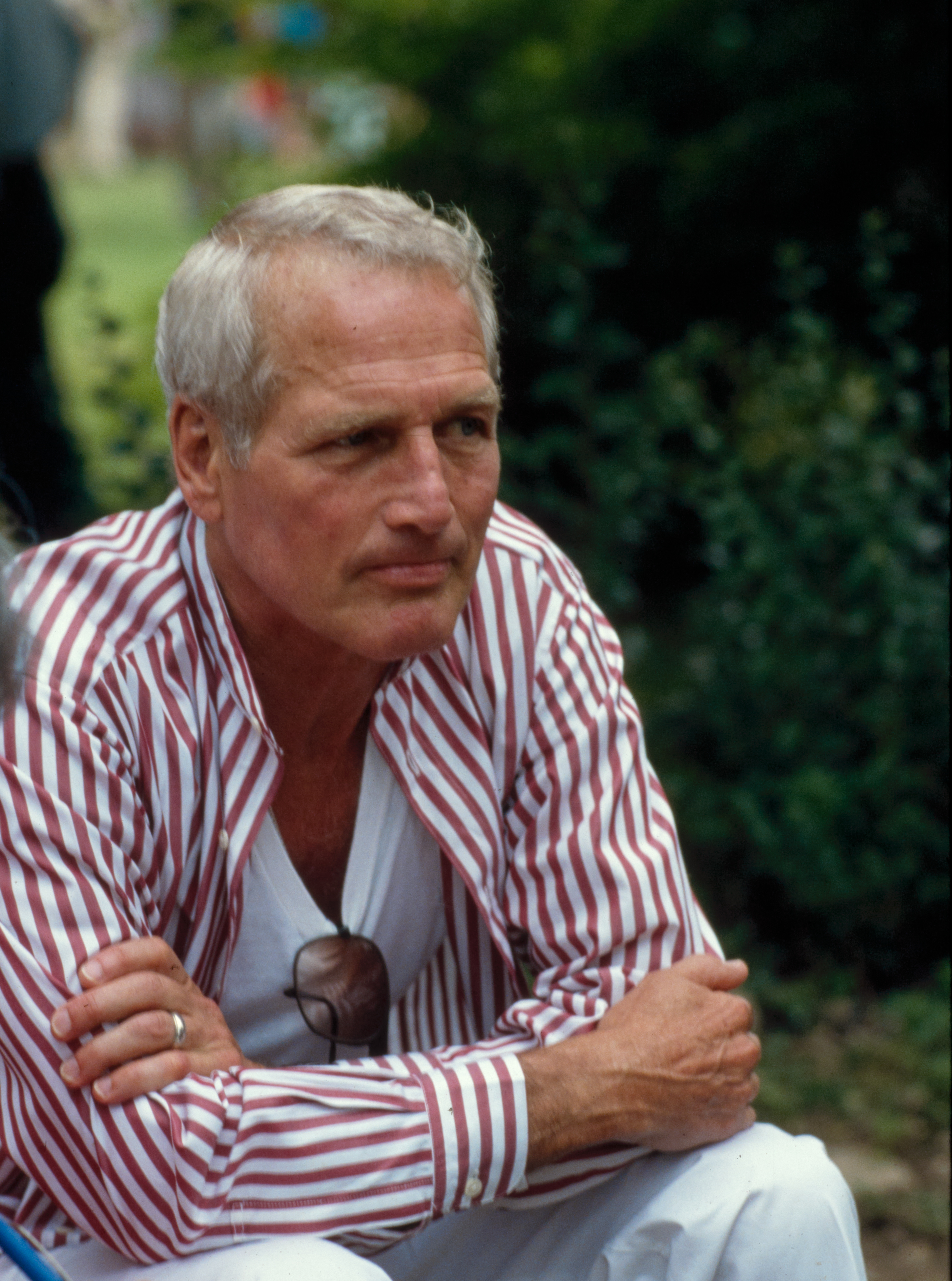
Paul Newman, 1984

Paul Leonard Newman (* 26. Januar 1925 in Shaker Heights, Ohio; † 26. September 2008 in Westport, Connecticut) war ein US-amerikanischer Schauspieler, Filmregisseur, Rennfahrer und Unternehmer. Nach seinem Durchbruch Mitte der 1950er Jahre zählte er rund drei Jahrzehnte lang zu den populärsten und erfolgreichsten Hollywoodstars. In einer Zeitspanne von 44 Jahren war er zehnmal für den Oscar nominiert. Neben dem schon 1986 vergebenen Oscar für sein Lebenswerk erhielt er die Auszeichnung ein Jahr später für Die Farbe des Geldes auch als bester Hauptdarsteller.

## Leben und Wirken

### Jugend und Schauspielausbildung
Paul Newman wurde 1925 in einem Vorort von Cleveland in Ohio geboren. Seine katholische Mutter Terézia Fecková stammte aus dem heute slowakischen Ort Ptičie (damals Österreich-Ungarn) bei Humenné. Sein jüdischer Vater Arthur Sigmund Newman, polnisch-österreichischer Herkunft, zu dem er ein gespanntes Verhältnis hatte, betrieb ein erfolgreiches Sportartikelgeschäft.
Paul Newman sammelte bereits in jungen Jahren erste schauspielerische Erfahrungen an einem Kindertheater in Cleveland. 1943 meldete er sich freiwillig zur US Navy, um Pilot zu werden. Da er wegen seiner Farbenblindheit nicht geeignet war, ein Flugzeug zu steuern, leistete er drei Jahre lang Dienst als Funker an Bord eines Torpedobombers im pazifischen Raum.

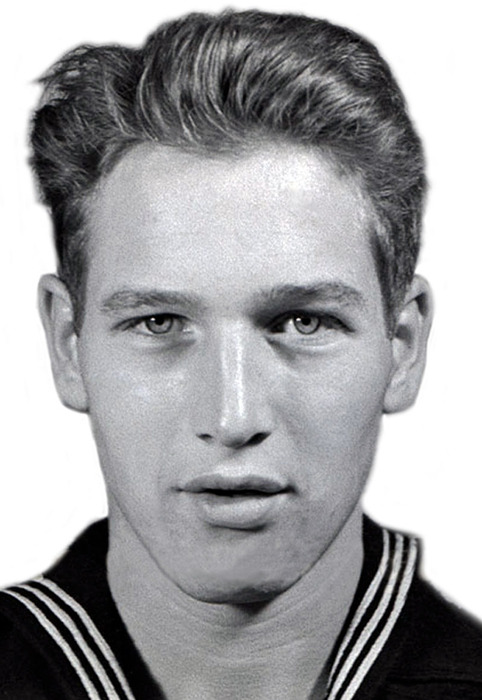
Newman, um 1945

Zurück in den USA lernte Newman 1947 die Schauspielerin Jacqueline Witte (1929–1994) kennen, die er zwei Jahre später heiratete. Seinen Lebensunterhalt verdiente sich das junge Paar mit dem Sportgeschäft, das Newman von seinem Vater geerbt hatte. Die Ehe hielt acht Jahre. 
Nachdem Newman 1949 als Kommilitone von Olof Palme sein Studium am Kenyon College abgeschlossen hatte, verkaufte er kurze Zeit später seine Anteile an dem Geschäft an seinen Bruder und schrieb sich an der Yale School of Drama in New Haven ein, um Schauspielunterricht zu nehmen; er blieb hier ein Jahr. Nach einem Vorsprechen an Lee Strasbergs Actors Studio in New York City wurde er dort 1953 zugelassen und begann sein Studium zusammen mit Eli Wallach, Rod Steiger, Julie Harris und Geraldine Page.

### Schauspielkarriere
Mit Jobs in Live-Fernsehsendungen und Engagements am Broadway verdiente er sich erstmals seinen Lebensunterhalt als Schauspieler. In dieser Zeit lernte er seine später zweite Frau Joanne Woodward kennen, die wie er am Broadway als Zweitbesetzung engagiert war. Erste Aufmerksamkeit erlangte er durch seine Rolle als Alan Seymour in dem Stück Picnic (später ohne seine Mitwirkung verfilmt), das ein Erfolg wurde und ihm seinen ersten Hollywood-Filmvertrag bei Warner Bros. einbrachte.
1954 spielte er seine erste Filmrolle, den griechischen Sklaven Basilus, in der Produktion Der silberne Kelch. Rückblickend bezeichnete Newman diese Rolle als eine Katastrophe. Seine Kostümierung war ihm derart peinlich, dass er sich nicht traute, in die Kamera zu schauen. Zur selben Zeit drehte er Probeaufnahmen mit James Dean für Jenseits von Eden unter der Regie von Elia Kazan, erhielt aber die Rolle des Aron nicht. Sein Vertrag erlaubte es ihm, an den Broadway zurückzukehren und dort in der Hauptrolle in The Desperate Hours mit Karl Malden aufzutreten. 
Ein Jahr später war er neben Eva Marie Saint und Frank Sinatra in dem live ausgestrahlten Fernsehspiel Our Town zu sehen. 1956 wagte er sich erneut vor die Filmkamera, diesmal als Box-Champion Rocky Graziano in Die Hölle ist in mir. Dieser Film offenbarte Newmans Starqualitäten, und sein sportlicher Körper und seine stechend blauen Augen machten ihn bald darauf in Hollywood zu einem gefragten Schauspieler. 1957 erhielt er für Der silberne Kelch an der Seite von Pier Angeli den Golden Globe als bester Nachwuchsdarsteller.
Eine geschickte Drehbuchauswahl, seine Vielseitigkeit und sein Ehrgeiz brachten Newman künstlerischen und finanziellen Erfolg, sodass er bald in die Riege der gefragtesten Hollywoodstars aufstieg. Zu den wichtigsten und bekanntesten Filmen, in denen er mitwirkte, gehören Der lange heiße Sommer (1958), Die Katze auf dem heißen Blechdach (1958), Exodus (1960), Haie der Großstadt (1961), Der Wildeste unter Tausend (1963), Ein Fall für Harper (1966), Der zerrissene Vorhang (1966), Man nannte ihn Hombre (1967), Der Unbeugsame (1967), Zwei Banditen (1969), Das war Roy Bean (1972), Der Clou (1973), Flammendes Inferno (1974), Schlappschuss (1977), The Verdict – Die Wahrheit und nichts als die Wahrheit (1982), Die Farbe des Geldes (1986), Hudsucker – Der große Sprung (1994), Nobody’s Fool – Auf Dauer unwiderstehlich (1994) und Road to Perdition (2002). 
Viele seiner frühen Filme wurden von Martin Ritt inszeniert, der großen Anteil an der Findung und Etablierung von Newmans Leinwandpersönlichkeit hatte. Mit dem Produzenten John Foreman gründete Newman Ende der 1960er Jahre die Newman-Foreman Productions, die mehrere erfolgreiche Filmproduktionen hervorbrachte. Gemeinsam mit seiner zweiten Frau Joanne Woodward drehte der Star 14 Filme. Die Dreharbeiten zu dem Film Indianapolis – Wagnis auf Leben und Tod (1969) weckten bei ihm ebenso das Interesse am Automobilrennsport wie bei seinen Kollegen James Garner und Steve McQueen.
1968 gab Newman mit Die Liebe eines Sommers seine Regiedebüt. Diesem Engagement folgten bis zuletzt 1987 fünf weitere Filme. Seine letzte Regiearbeit, Die Glasmenagerie, war eine Adaption des gleichnamigen Theaterstücks von Tennessee Williams. Im Mai 2007 gab er in der US-Nachrichtensendung Good Morning America nach fünf Jahrzehnten als Schauspieler seinen Rückzug bekannt. Als Gründe nannte er sein immer schlechter werdendes Gedächtnis sowie sein geschwundenes Selbstvertrauen.

### Öffentliches und politisches Engagement

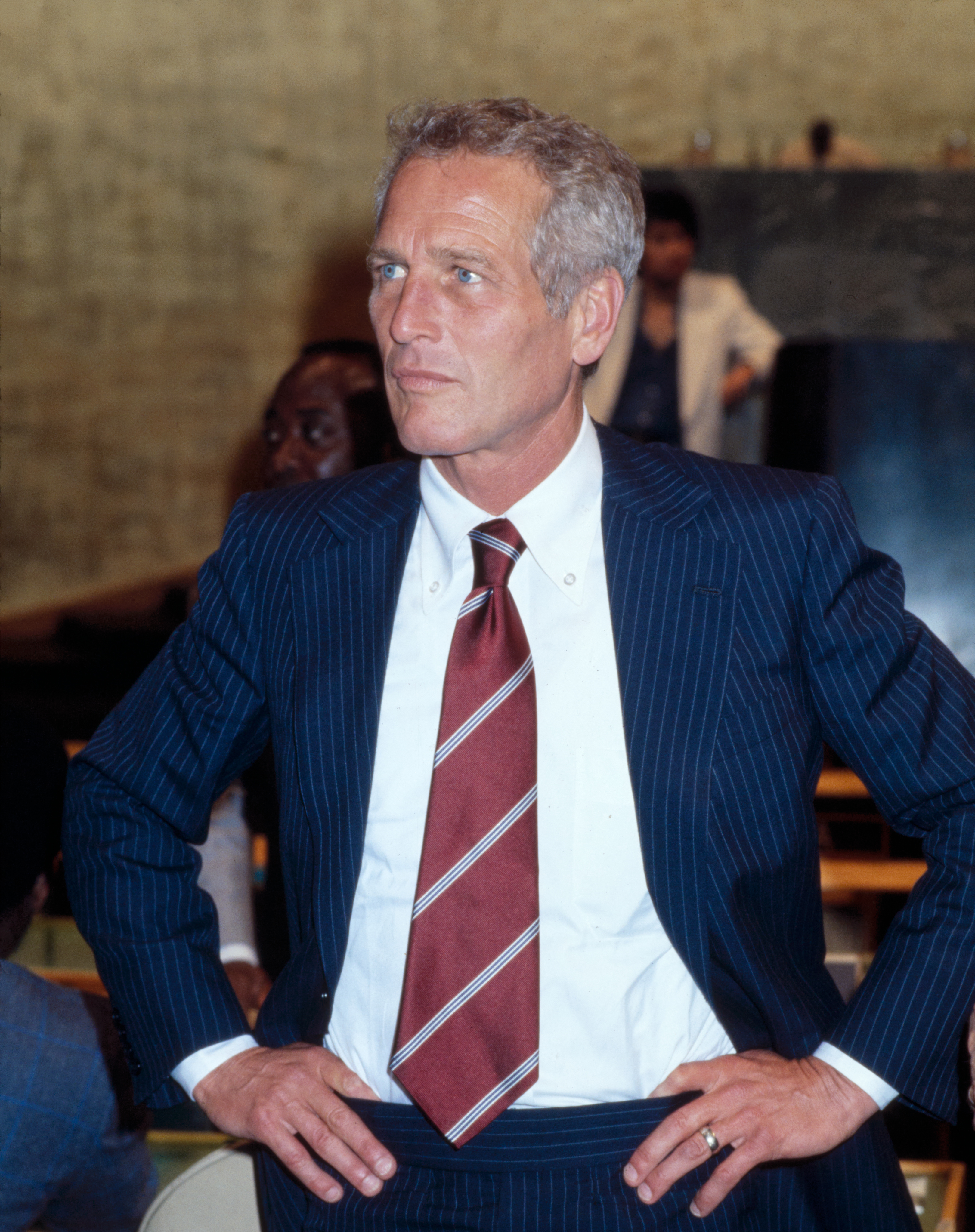
Paul Newman, 1978

Durch seine Kochleidenschaft angeregt gründete er seine eigene Lebensmittelkette Newman’s Own, die weit über 200 Millionen USD erwirtschaftete und durch die mehrere soziale Projekte finanziert wurden. So gründete er mit seiner Frau The Hole in the Wall Gang Camp für krebskranke Kinder und solche mit lebensbedrohlichen Blutkrankheiten (1996 ausgezeichnet mit dem Lego-Preis). Im Gedenken an seinen 1978 verstorbenen Sohn aus erster Ehe rief er die nach diesem benannte Scott Newman Foundation ins Leben, die sich dem Kampf gegen Drogenmissbrauch bei Jugendlichen verschrieben hat.
Ab den 1960er Jahren engagierte sich Newman auch politisch, zunächst als aktiver Teilnehmer an der Bürgerrechtsbewegung. Er unterstützte während des Kalten Krieges Abrüstungskampagnen und nutzte seine Popularität, um Spendengelder zu sammeln. Auf Präsident Nixons berüchtigter „Feindesliste“ stand er auf Rang 19, was er einmal als eine seiner besten Auszeichnungen bezeichnet hat. 1994 erhielt Newman im Rahmen der Oscarverleihung den Jean Hersholt Humanitarian Award, eine Auszeichnung für besondere humanitäre Verdienste.

### Motorsport
1979 erreichte Newman im Alter von 54 Jahren bei den 24 Stunden von Le Mans im Team mit Rolf Stommelen und Dick Barbour auf einem Porsche 935 Platz 2, wobei der Porsche jedoch fast ausschließlich von Stommelen gefahren wurde. Im Alter von 70 Jahren war Newman 1995 Mitglied im Siegerteam beim 24-Stunden-Rennen von Daytona. Auch in den Folgejahren war er noch mehrfach am Start.
Newman gründete 1983 zusammen mit dem damaligen Lola-Generalimporteur Carl Haas das Newman/Haas-Team, das siegreichste Champ-Car-Team nach Penske Racing sowie Meisterteam von:
- 1984: Mario Andretti
- 1991: Michael Andretti
- 1993: Nigel Mansell
- 2002: Cristiano da Matta
- 2004: Sébastien Bourdais
- 2005: Sébastien Bourdais
- 2006: Sébastien Bourdais
- 2007: Sébastien Bourdais

Le-Mans-Ergebnisse
| Jahr | Team                | Fahrzeug         | Teamkollege    | Teamkollege  | Platzierung | Ausfallgrund |
| ---- | ------------------- | ---------------- | -------------- | ------------ | ----------- | ------------ |
| 1979 | Dick Barbour Racing | Porsche 935/77 A | Rolf Stommelen | Dick Barbour | Rang 2      |              |

Sebring-Ergebnisse
| Jahr | Team         | Fahrzeug     | Teamkollege  | Platzierung | Ausfallgrund |
| ---- | ------------ | ------------ | ------------ | ----------- | ------------ |
| 1977 | Bill Freeman | Porsche 911S | Bill Freeman | Rang 25     |              |

### Privates

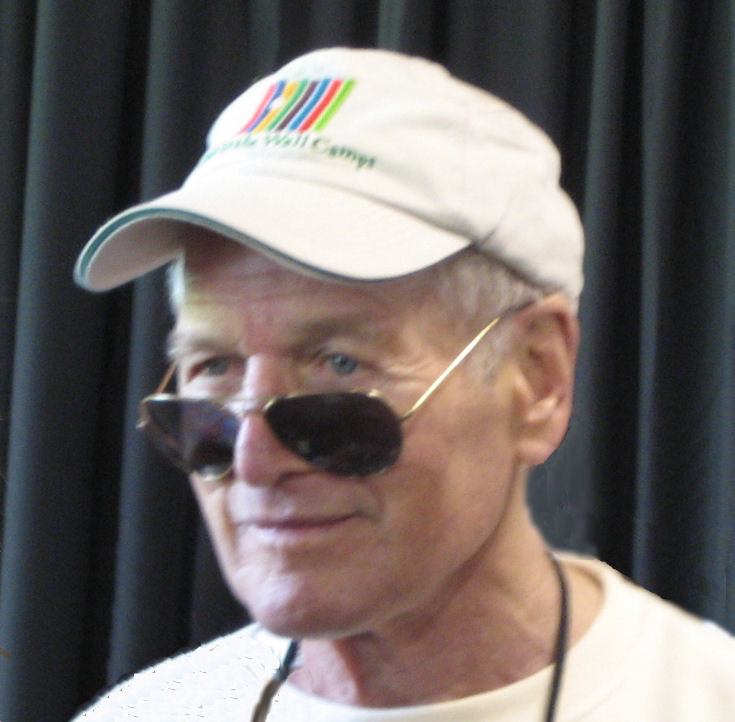
Paul Newman, 2007

Nachdem er 1957 von seiner ersten Frau geschieden worden war, heiratete er im Januar 1958 Joanne Woodward. Aus seinen beiden Ehen stammen fünf Töchter und ein Sohn. Sein Sohn Scott (1950–1978) aus erster Ehe starb an einer Überdosis Drogen in Kombination mit Alkohol.
Anfang Juni 2008 berichteten Medien, dass Newman bereits seit mehreren Monaten an Lungenkrebs erkrankt sei und im New Yorker Sloan-Kettering-Krebszentrum stationär behandelt werde. Der Schauspieler, der Kettenraucher war, ließ – wie schon zuvor – Berichte über seine Krankheit zunächst dementieren. Im August verschlechterte sich sein Zustand jedoch so sehr, dass er eine Chemotherapie abbrach und auf eigenen Wunsch nach Hause zurückkehrte. Newman starb im September 2008 im Alter von 83 Jahren in seinem Haus in Westport, Connecticut.
Eine Rolex Cosmograph Daytona Referenz 6239 aus dem Besitz Newmans wurde im Oktober 2017 für umgerechnet 15,3 Millionen Euro versteigert und war damit die bis dahin teuerste Armbanduhr der Welt.

## Filmografie

### Als Schauspieler
- 1951: Tales Of Tomorrow (Fernsehserie)
- 1952: The Aldrich Family (Fernsehserie)
- 1953: The Web (Fernsehserie, eine Folge)
- 1953: You Are There (Fernsehserie)
- 1954: Armstrong Circle Theatre (Fernsehserie)
- 1954: Danger (Fernsehserie, eine Folge)
- 1954: Der silberne Kelch (The Silver Chalice)
- 1954: Goodyear Television Playhouse (Fernsehserie)
- 1954: The Mask (Fernsehserie)
- 1955: Appointment With Adventure (Fernsehserie)
- 1955: Playwrights ’56 (Fernsehserie, eine Folge)
- 1955: Producer’s Showcase: Our Town (Fernsehspiel)
- 1955: The Philco Television Playhouse (Fernsehserie)
- 1956: Anklage: Hochverrat (The Rack)
- 1956: Die Hölle ist in mir (Somebody Up There Likes Me)
- 1956: The Kaiser Aluminium Hour (Fernsehserie)
- 1956: The United States Steel Hour (Fernsehserie)
- 1957: Ein Leben im Rausch (The Helen Morgan Story)
- 1957: Land ohne Männer (Until They Sail)
- 1958: Die Katze auf dem heißen Blechdach (Cat on a Hot Tin Roof)
- 1958: Der lange heiße Sommer (The Long, Hot Summer)
- 1958: Einer muß dran glauben (The Left Handed Gun)
- 1958: Keine Angst vor scharfen Sachen (Rally ’Round the Flag, Boys!)
- 1958: Playhouse 90 (Fernsehserie, eine Folge)
- 1959: Der Mann aus Philadelphia (The Young Philadelphians)
- 1960: Exodus
- 1960: Von der Terrasse (From the Terrace)
- 1961: Haie der Großstadt (The Hustler)
- 1961: Paris Blues
- 1962: Hemingways Abenteuer eines jungen Mannes (Hemingway’s Adventures of a Young Man)
- 1962: Süßer Vogel Jugend (Sweet Bird of Youth)
- 1963: Der Preis (The Prize)
- 1963: Der Wildeste unter Tausend (Hud)
- 1963: Eine neue Art von Liebe (A New Kind of Love)
- 1964: Immer mit einem anderen (What a Way to Go!)
- 1964: Carrasco, der Schänder (The Outrage)
- 1965: Lady L
- 1966: Der zerrissene Vorhang (Torn Curtain)
- 1966: Ein Fall für Harper (Harper)
- 1967: Der Unbeugsame (Cool Hand Luke)
- 1967: Man nannte ihn Hombre (Hombre)
- 1967: Der Etappenheld (The Secret War of Harry Frigg)
- 1969: Indianapolis – Wagnis auf Leben und Tod (Winning)
- 1969: Zwei Banditen (Butch Cassidy and the Sundance Kid)
- 1970: Machenschaften (WUSA)
- 1970: Sie möchten Giganten sein (Sometimes a Great Notion)
- 1972: Das war Roy Bean (The Life and Times of Judge Roy Bean)
- 1972: Zwei glücklose Cowboys (Pocket Money)
- 1973: Der Clou (The Sting)
- 1973: Der Mackintosh-Mann (The Mackintosh Man)
- 1974: Flammendes Inferno (The Towering Inferno)
- 1975: Unter Wasser stirbt man nicht (The Drowning Pool)
- 1976: Mel Brooks’ letzte Verrücktheit: Silent Movie (Silent Movie)
- 1976: Buffalo Bill und die Indianer (Buffalo Bill and the Indians, or Sitting Bull’s History Lesson)
- 1977: Schlappschuss (Slap Shot)
- 1979: Quintett (Quintet)
- 1980: Der Tag, an dem die Welt unterging (When Time Ran Out…)
- 1981: The Bronx (Fort Apache the Bronx)
- 1981: Die Sensationsreporterin (Absence of Malice)
- 1982: Come Along With Me (Fernsehfilm)
- 1982: The Verdict – Die Wahrheit und nichts als die Wahrheit (The Verdict)
- 1984: Harry & Sohn (Harry & Son)
- 1986: Die Farbe des Geldes (The Color of Money)
- 1989: Blaze – Eine gefährliche Liebe (Blaze)
- 1989: Die Schattenmacher (Fat Man and Little Boy)
- 1990: Mr. & Mrs. Bridge
- 1994: Nobody’s Fool – Auf Dauer unwiderstehlich (Nobody’s Fool)
- 1994: Hudsucker – Der große Sprung (The Hudsucker Proxy)
- 1998: Im Zwielicht (Twilight)
- 1999: Message in a Bottle
- 2000: Ein heißer Coup (Where the Money Is)
- 2002: Road to Perdition
- 2003: Our Town (Fernsehfilm)
- 2005: Empire Falls (Fernsehfilm)
- 2006: Cars (Stimme)
- 2008: Wächter der Wüste (The Meerkats) (Dokumentarfilm, Stimme)

### Als Regisseur
- 1962: On the Harmfulness of Tobacco (Kurzfilm)
- 1968: Die Liebe eines Sommers (Rachel, Rachel)
- 1970: Sie möchten Giganten sein (Sometimes a Great Notion)
- 1972: Die Wirkung von Gammastrahlen auf Ringelblumen (The Effect of Gamma Rays on Man-in-the-Moon Marigolds)
- 1980: Endstation Malibu (The Shadow Box) (Fernsehfilm)
- 1984: Harry & Sohn (Harry & Son)
- 1987: Die Glasmenagerie (The Glass Menagerie)

### Als Produzent
- 1968: Die Liebe eines Sommers (Rachel, Rachel)
- 1969: Die Wirkung von Gammastrahlen auf Ringelblumen (The Effect of Gamma Rays on Man-in-the-Moon Marigolds)
- 1970: Machenschaften (WUSA)
- 1984: Harry & Sohn (Harry & Son)

## Auszeichnungen (Auswahl)
Seit er 1958 mit Elizabeth Taylor in Die Katze auf dem heißen Blechdach vor der Kamera gestanden hatte, waren Newman in regelmäßigen Abständen Hoffnungen auf einen Oscar gemacht worden. Insgesamt zehn Mal zählte er zu den Favoriten. Erst 1986 jedoch erhielt er den Ehrenoscar für sein Gesamtwerk. Ein Jahr später erhielt er für seine Rolle als gealterter Billardprofi Fast Eddie Felson in Martin Scorseses Die Farbe des Geldes den Oscar als bester Hauptdarsteller, den er aber nicht persönlich entgegennahm.
Newman wurde mit folgenden Filmpreisen ausgezeichnet:
Oscar
- 1959: Oscar-Nominierung in der Kategorie Bester Hauptdarsteller für Die Katze auf dem heißen Blechdach
- 1962: Oscar-Nominierung in der Kategorie Bester Hauptdarsteller für Haie der Großstadt
- 1964: Oscar-Nominierung in der Kategorie Bester Hauptdarsteller für Der Wildeste unter Tausend
- 1968: Oscar-Nominierung in der Kategorie Bester Hauptdarsteller für Der Unbeugsame
- 1969: Oscar-Nominierung in der Kategorie Bester Film für Die Liebe eines Sommers
- 1982: Oscar-Nominierung in der Kategorie Bester Hauptdarsteller für Die Sensationsreporterin
- 1983: Oscar-Nominierung in der Kategorie Bester Hauptdarsteller für The Verdict – Die Wahrheit und nichts als die Wahrheit
- 1986: Ehrenoscar für sein Lebenswerk
- 1987: Oscar in der Kategorie Bester Hauptdarsteller für Die Farbe des Geldes
- 1994: Jean Hersholt Humanitarian Award für besondere humanitäre Verdienste
- 1995: Oscar-Nominierung in der Kategorie Bester Hauptdarsteller für Nobody’s Fool – Auf Dauer unwiderstehlich
- 2003: Oscar-Nominierung in der Kategorie Bester Nebendarsteller für Road to Perdition

Golden Globe
- 1957: Golden Globe in der Kategorie Bester Nachwuchsdarsteller für Der silberne Kelch
- 1962: Golden-Globe-Nominierung in der Kategorie Bester Hauptdarsteller – Drama für Haie der Großstadt
- 1963: Golden-Globe-Nominierung in der Kategorie Bester Hauptdarsteller – Drama für Süßer Vogel Jugend
- 1963: Golden Globe Nominierung in der Kategorie Bester Nebendarsteller für Hemingways Abenteuer eines jungen Mannes
- 1964: Henrietta Award
- 1964: Golden-Globe-Nominierung in der Kategorie Bester Hauptdarsteller – Drama für Der Wildeste unter Tausend
- 1966: Henrietta Award
- 1968: Golden-Globe-Nominierung in der Kategorie Bester Hauptdarsteller – Drama für Der Unbeugsame
- 1968: Henrietta Award
- 1969: Golden Globe in der Kategorie Beste Regie für Die Liebe eines Sommers
- 1984: Cecil B. DeMille Award
- 1987: Golden-Globe-Nominierung in der Kategorie Bester Hauptdarsteller – Drama für Die Farbe des Geldes
- 1995: Golden-Globe-Nominierung in der Kategorie Bester Hauptdarsteller – Drama für Nobody’s Fool – Auf Dauer unwiderstehlich
- 2003: Golden-Globe-Nominierung in der Kategorie Bester Nebendarsteller in Road to Perdition
- 2006: Golden Globe in der Kategorie Bester Nebendarsteller – Serie, Mini-Serie oder TV-Film für Empire Falls

British Academy Film Award
- 1959: BAFTA-Award-Nominierung in der Kategorie Bester ausländischer Darsteller für Die Katze auf dem heißen Blechdach
- 1962: BAFTA Award in der Kategorie Bester ausländischer Darsteller für Haie der Großstadt
- 1964: BAFTA-Award-Nominierung in der Kategorie Bester ausländischer Darsteller für Der Wildeste unter Tausend
- 1964: BAFTA-Award-Nominierung in der Kategorie Bester Darsteller für Zwei Banditen

Internationale Filmfestspiele Berlin 1995
- 1995: Silberner Bär in der Kategorie Bester Darsteller für Nobody’s Fool – Auf Dauer unwiderstehlich

Internationale Filmfestspiele von Cannes
- 1958: Darstellerpreis für Der lange heiße Sommer

David di Donatello
- 1983: David di Donatello in der Kategorie Bester ausländischer Darsteller für The Verdict – Die Wahrheit und nichts als die Wahrheit

Festival Internacional de Cine de Mar del Plata
- 1962: Preis in der Kategorie Bester Darsteller für Haie der Großstadt

National Board of Review
- 1986: NBR Award in der Kategorie Bester Hauptdarsteller für Die Farbe des Geldes

National Society of Film Critics Awards
- 1995: NSFC Award in der Kategorie Bester Darsteller für Nobody’s Fool – Auf Dauer unwiderstehlich

New York Film Critics Circle Award
- 1986: NYFCC Award in der Kategorie Bester Regisseur für Die Liebe eines Sommers
- 1994: NYFCC Award in der Kategorie Bester Hauptdarsteller für Nobody’s Fool – Auf Dauer unwiderstehlich

Screen Actors Guild Awards
- 1986: Screen Actors Guild Life Achievement Award
- 2006: Screen Actors Guild Award in der Kategorie Bester Darsteller für Empire Falls

## Deutsche Synchronisation
Newmans deutsche Standardsynchronstimme war bis 1997 Gert Günther Hoffmann, der ihn in Filmen wie Zwei Banditen, Der Clou und Die Farbe des Geldes synchronisierte. Wolfgang Kieling oder Michael Chevalier vertraten ihn in Abwesenheit. Nach Hoffmanns Ausscheiden wegen Krankheit (gestorben 1997) übernahmen vorwiegend Otto Mellies und in dessen Vertretung Joachim Höppner die Synchronisation.

## Dokumentationen
- The Last Movie Stars. Sechsteilige Dokuserie, 2022, Regie: Ethan Hawke.